# Pimelodella taeniophora
Pimelodella taeniophora är en fiskart som först beskrevs av Regan, 1903.  Pimelodella taeniophora ingår i släktet Pimelodella och familjen Heptapteridae. Inga underarter finns listade i Catalogue of Life.